# Jan van Mersbergen
Jan van Mersbergen (* 10. April 1971 in Gorinchem) ist ein niederländischer Schriftsteller und Redakteur.

## Leben
Der Autor ist seit 2010 Redakteur der Literaturzeitschrift De Revisor. Er ist durch seine Auftritte auf großen Literaturfestivals bekannt. Seine Romane sind ins Slowenische, Katalanische, Französische, Serbische, Libanesische, Türkische, Spanische, Deutsche und Englische übersetzt. Unter dem Pseudonym "Frederik Baas" schreibt er seit 2017 Kriminalromane.
Zwei seiner Romane wurden verfilmt: Naar de overkant van de nacht und Morgen zijn we in Pamplona.
Jan van Mersbergen lebt seit dem Jahr 2000 von seiner Arbeit als Schriftsteller und ist in der Jury des Woutertje-Pieterse-Preises.
Er studierte Kultur, Politik und Kultursoziologie an der Universität Amsterdams und debütierte 2001 mit dem Roman De grasbijter.

## Werke
- De grasbijter. Roman. Verlag Meulenhoff, 2001, ISBN 90-290-7065-X.[5]
- De macht over het stuur. Roman. Verlag Cossee, 2003, ISBN 90-5936-022-2.[6]
- De hemelrat. Roman. Verlag Cossee, 2005, ISBN 90-5936-066-4.
- Morgen zijn we in Pamplona. Roman. Verlag Cossee, 2007, ISBN 978-90-5936-130-0.
  - Morgen sind wir in Pamplona. Aus dem Niederländischen von Angela Wicharz-Lindner. Kunstmann, München 2009, ISBN 978-3-88897-581-3.
- Zo begint het. Roman. Verlag Cossee, 2009, ISBN 978-90-5936-245-1.[7]
  - Wie es begann. Aus dem Niederländischen von Angela Wicharz-Lindner. Kunstmann, München 2010, ISBN 978-3-88897-677-3.
- Naar de overkant van de nacht. Roman. Verlag Cossee, 2011, ISBN 978-90-5936-328-1.[8]
- De laatste ontsnapping. Roman. Verlag Cossee, 2014, ISBN 978-90-5936-469-1.[9]
- Oase. Novelle. 2015.[10]
- De ruiter. Roman. Uitgeverij Cossee, 2016, ISBN 978-90-5936-665-7.
- Man/Vader. Thomas Rap, Amsterdam 2018, ISBN 978-94-004-0123-5.
- De onverwachte rijkdom van Altena. Roman. Uitgeverij Cossee, 2019, ISBN 978-90-5936-840-8.

### Unter dem Pseudonym "Frederik Baas"
- Dagboek uit de rivier. Roman, Uitgeverij Ambo|Anthos, Amsterdam 2017, ISBN 978-90-2633-754-3.
- Herberekening. Roman, Uitgeverij Ambo|Anthos, Amsterdam 2018, ISBN 978-90-2634-017-8.
- De druppel. Roman, Uitgeverij Ambo|Anthos, Amsterdam 2020, ISBN 978-90-2634-869-3.

## Preise
- BNG Nieuwe Literatuurprijs
- AKO Literatuurprijs (Longlist)
- Libris-Literaturpreis nominiert
- Gouden Boekenuil nominiert
- Halewijnprijs nominiert
- Ferdinand-Bordewijk-Preis